# DNK spona
DNK spona (eng. linker DNA) je dvolančana DNK između dviju nukleosomskih jezgara, koja skupa s histonom H1 drži jezgre skupa. DNK spona je kao struna u "modelu perlica na ogrlici", koji se pravi uporabom ionske otopine u kromatinu. DNK spona spaja se na histon H1 te histon H1 sjeda na nukleosomsku jezgru. Nukleosom je tehnički konsolidiranje nukleosomske jezgre i DNK spone koja je tik do. Ipak, riječ nukleosom se slobodno koristi samo za jezgru. DNK spona može se degradirati endonukleazama.
Nukleosom izgleda tako da se s DNK udružuju bjelančevine histoni, koji pakiraju i stabiliziraju DNK. Tvore ga dva namotaja DNK oko histonskog oktamera + DNK spona.

## Vanjske poveznice
- (eng.) Image illustrating linker DNA
- Repozitorij Fakulteta kemijskog inženjerstva i tehnologije u Zagrebu[neaktivna poveznica] Jezgra i dioba